# Mikstal (gromada)
Mikstal (alt. Miksztal) – dawna gromada, czyli najmniejsza jednostka podziału terytorialnego Polskiej Rzeczypospolitej Ludowej w latach 1954–1972.
Gromady, z gromadzkimi radami narodowymi (GRN) jako organami władzy najniższego stopnia na wsi, funkcjonowały od reformy reorganizującej administrację wiejską przeprowadzonej jesienią 1954 do momentu ich zniesienia z dniem 1 stycznia 1973, tym samym wypierając organizację gminną w latach 1954–1972.
Gromadę Mikstal siedzibą GRN w Mikstalu (w obecnym brzmieniu: Miksztal) utworzono – jako jedną z 8759 gromad na obszarze Polski – w powiecie kutnowskim w woj. łódzkim, na mocy uchwały nr 30/54 WRN w Łodzi z dnia 4 października 1954. W skład jednostki weszły obszary dotychczasowych gromad Grochówek, Imielno, Kały Towarzystwo, Niechcianów, Rdutów, Świeciny i Wola Chruścińska oraz enklawa dotychczasowej gromady Imielinek, położona na granicy gruntów dotychczasowych gromad Imielno i Nowe Ostrowy, ze zniesionej gminy Łanięta, a także obszar dotychczasowej gromady Grodno Nowe ze zniesionej gminy Ostrowy w tymże powiecie. Dla gromady ustalono 17 członków gromadzkiej rady narodowej.
1 lipca 1968 gromadę zniesiono, a jej obszar włączono do gromad: Ostrowy (wieś Imielin, wieś Imielinek, wieś Błota, wieś Rdutów, wieś Grochów, wieś Grochówek, wieś Kały Towarzystwo, wieś Kały, wieś Mikstal, wieś Nowe Grodno oraz wieś Niechcianów) i Łanięta (wieś Święciny, wieś Bronisławów i wieś Wola Chruścińska) w tymże powiecie.